# Уаско-Уишрам
Уаско-Уишрам са две тясно свързани индиански племена често класифицирани като едно племе. Двете племена в миналото живеят близо едно до друго, от двете страни на река Колумбия в района на Дейлс щата Вашингтон, САЩ. Говорят близки диалекти на езика Кикшт или Горен чинук на Чинукското езиково семейство.

## Култура
За разлика от своите роднини Крайбрежните чинуки, които са предимно уседнали риболовци, тези хора водят полуномадски начин на живот, скитайки през лятото из района, за да ловуват и да събират диви растителни храни. Зимата разпръснатите семейства се завръщат в постоянните си зимни села, построени обикновено на брега на някой поток. Основно жилище е типичната за Платото къща-яма (pit house). През лятото хората използват временни колиби от клони покрити с рогозки от папур. Всяко село има наследствен вожд, а обществото им има наченки на класово разделение. Дрехите им са изработени от кожи. Мъжете обикновено носят набедреник, а жените престилки и плетени шапки. Прерийният стил на обличане става популярен през 19 век. И двата пола носят косите си дълги, сплетени на две плитки. Мъжете подстригват отпред косите си. Основна храна е сьомгата, допълвана с различни ядивни корени и диви плодове. Мъжете ловуват елени, мечки, зайци и други дребни животни. Основно политическо обединение е зимното село, в което живеят едни и същи семейства свързани по между си. Липсват войнски или тайни общества, или някакви други обединения. Вярванията им са центрирани около индивидуалното взаимодействие с духовете – помощници.

## Уаско
Уаско живеят от южната страна на река Колумбия в Каскадните планини в 15 села. Прехранват се главно с риболов. Известни са с фините си кошници и дърворезбата. Името им идва от тяхната дума „уаску’о – чаша от рог“. Калапуя ги наричат Афулакин или Ауаскоамим. През 1822 г. наброяват около 900 души. Днес около 200 техни потомци живеят в резервата Уорм Спрингс.

## Уишрам
Уишрам живеят на северния бряг на река Колумбия, над и под Дейлс. Благодарение на местоположението им около Дейлс, който е най-важният търговски център в Платото, племето има добри търговски отношения с почти всички племена в района. Известни са със сложната си дърворезба, украшенията от мъниста и с фините си кошници. Предполага се че преди 1780 г. наброяват около 1500 души, живеещи в 22 села. Името уишрам идва от „уу’кхам“, име дадено им от якима и кликитат. Самите те се наричат Лла’хлуит, откъдето идва и синонима Тлаклуит. През 1806 г. Луис и Кларк ги записват под друго тяхно самоназвание – Ечелут. Днес техните потомци живеят в резервата Якима.